# Secret Boutique
Secret Boutique (시크릿 부티크?, Sikeurit butikeuLR) è una serie televisiva sudcoreana del 2019.

## Trama
Jenny Jang è la proprietaria della J-Boutique, che apparentemente sembra un semplice negozio di moda. In realtà al suo interno è presente un esclusivo studio di avvocati, nel quale vicende politiche e commerciali si intrecciano.